# Josef-Albers-Fenster
Josef-Albers-Fenster ist die Bezeichnung für 18 Fenster aus Flachglas im Haupttreppenhaus des Leipziger Grassimuseum nach Entwürfen von Josef Albers.

## Material und Ausführung
Die bis zu 7 Meter hohen Fenster bestehen aus mundgeblasenem Überfangglas. Das klare Trägerglas ist mit einem opaken weißen Überfang versehen sowie mit einem zweiten aus grünlichgelbem Material. Zusätzlich Farb- und Lichteffekte entstehen durch flächig aufgetragenes Schwarzlot und Silbergelb sowie durch eingeschliffene Linien.

## Geschichte

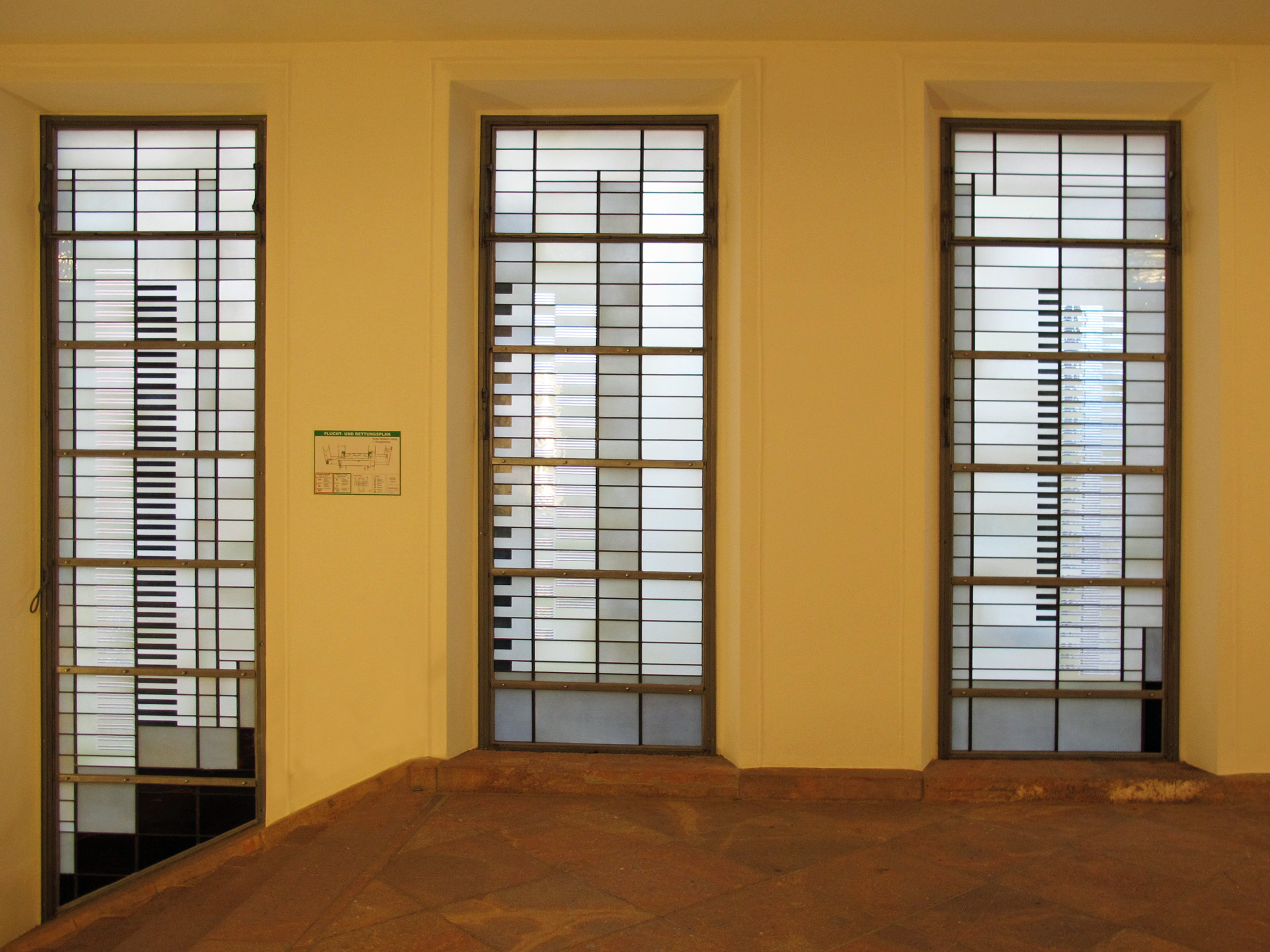
Rekonstruierte Josef-Albers-Fenster (2011)

Die Entwürfe der streng geometrisch angelegten Kompositionen lieferte 1926 Josef Albers. Ausgeführt und 1927 eingebaut wurden die Fenster von der Berliner Glasmalereiwerkstatt Puhl & Wagner. Die Fenster verbinden die einzelnen Geschossebenen. Entstanden sind sie als Beitrag für die Ausstellung Europäisches Kunstgewerbe 1927 im Leipziger Museum für Kunstgewerbe, waren zugleich aber als bleibender Bauschmuck vorgesehen. Die Josef-Albers-Fenster gelten als flächengrößte Glasgestaltung der Dessauer Bauhausperiode. 
Im Zweiten Weltkrieg wurde die Komposition zerstört, konnte aber anhand von Bildquellen digital aufbereitet werden. Durch das Engagement der Ostdeutschen Sparkassenstiftung gemeinsam mit der Sparkasse Leipzig wurde 2011 die Rekonstruktion realisierbar. Die künstlerische Leitung der Wiederherstellung lag bei Christine Triebsch. Hauptauftragnehmer für die Glasarbeiten war die Paderborner Glasmalereiwerkstatt Peters.